# Мастурбация
Мастурбация (също самозадоволяване) е ръчното стимулиране на половите органи, най-често с цел постигане на сексуално удоволствие и евентуално – получаване на оргазъм. Мастурбацията при мъжете се нарича още ръкоблудство или онанизъм, по библейската история за Онан (макар че при нея всъщност няма мастурбация, а coitus interruptus).
Мастурбацията се практикува от повечето мъже и много жени и е ефективен метод за отпускане и релаксация, когато се практикува в умерени количества. Въпреки това някои хора изпитват срам и некомфортност след мастурбация поради социални норми, според които това действие не е правилно. Прекомерно честото мастурбиране може да е знак за пристрастяване.
Мастурбацията може да бъде извършвана самостоятелно или от един човек на друг. Това е един от видовете безопасен секс, тъй като опасността от полово предавани болести при нея е доста малка.

## При мъжете
При най-разпространения метод на самостоятелна мастурбация сред мъжете пенисът се обхваща с ръка и стволът му се разтрива с движения нагоре-надолу. Това движение обикновено продължава до достигане на оргазъм, като основната стимулация идва от плъзгането на кожата върху главичката на пениса.
По време на мастурбация мъжете често стимулират и други чувствителни части от тялото си – най-често разтриват тестисите, перинеума, гърдите или ануса си, където са съсредоточени множество нервни окончания.
Спортистите не са единствените, които избягват еякулацията. Много от успешните мъже в миналото също са упражнявали въздържание, например Далай Лама.
Освен с ръка мастурбацията може да се осъществи и с изкуствени пособия, наречени мастурбатори – имитиращи сензациите от вътрешността на вагина или анус.
Проучване от 2004 г. показва, че мъжете имат повече бели кръвни клетки 45 минути, след като мастурбирали.

## При жените
Конкретните начини за мастурбация при жените зависят от повече обстоятелства и лични предпочитания.
По-голяма част от техниките включват разтъркване и масажиране на женските полови органи, по-специално клитора, с помощта на показалеца и средния пръст. Понякога един или повече пръсти могат да стимулират интравагинално, предната страна на влагалището, мястото, където се намира г-точката. Други начини са използването на предмети, в това число вибратори, секс играчки и изкуствени пениси, целта на които е стимулиране на влагалището и/или клитора. Някои жени предпочитат да стимулират и гърдите си или зърната им чрез масажиране. Анално стимулиране също е възможно, поради присъствието на множество чувствителни нервни окончания.
Понякога се използват вещества овлажнители – лубриканти, особено когато мастурбацията включва вагинално проникване. Това обаче невинаги е необходимо, тъй като жената отделя естествени овлажнители, когато е възбудена.
Възможно е и просто стимулиране от физически дразнители, като топла вода по време на душ. Друг вариант са вибрации от някакъв тип уред – напр. пералня.
Някои жени успяват да постигнат оргазъм чрез кръстосване на краката си и стягане на определени мускули, което създава напрежение върху половите органи. Това може да бъде практикувано на публични места, без околните да забележат. Някои действително прилагат метода на притискането на клитора, но не чрез директен контакт, а чрез притискане на дланта или юмрука си в областта на половите органи, през дрехите или бельото.

## Исторически контекст
В продължения на столетия, допреди половин век, в нашата култура мастурбацията се е заклеймявала и обществото се е „борило“ с нея. Никой не си е признавал че мастурбира; дори прогресивните психоаналитици са твърдяли, че възрастен да мастурбира е отклонение; родители са слагали на децата си всякакви приспособления, вкл. и модерни „девствени пояси“, за да са сигурни, че няма да има мастурбация. Когато Фройд повдига темата за детската сексуалност на границата между 19-и и 20-и век, се оказва, че от една страна, обществото се бори с всички сили с детската сексуалност, а от друга – че всички твърдят, че тя не съществува. През 19-и век се правят множество хирургически операции за отстраняване на клитора, за да се спре женската мастурбация, в САЩ премахването на клиторите на малките момичета излиза от мода чак през 1950.
Отношението на западното общество към мастурбацията и други „отклонения“ се променя след „докладите на Кинси“. През 1948 излиза трудът „Сексуалното поведение на мъжа“, базиран върху безпрецедентни социологически проучвания, от които става ясно, че огромна част от населението мастурбира, има садо-мазохистични фантазии и т.н.